# Lijst van wielerploegen/2011
Hieronder volgt een lijst van officieel door de UCI geregistreerde wielerploegen in 2011.

## UCI World Tour-wielerploeg
| UCI-code | Ploegnaam           | Land                |
| -------- | ------------------- | ------------------- |
| ALM      | AG2R-La Mondiale    | Frankrijk           |
| BMC      | BMC Racing Team     | Verenigde Staten    |
| EUS      | Euskaltel-Euskadi   | Spanje              |
| THR      | Team HTC-High Road  | Verenigde Staten    |
| KAT      | Team Katjoesja      | Rusland             |
| LAM      | Lampre-ISD          | Italië              |
| LEO      | Team Leopard-Trek   | Luxemburg           |
| LIQ      | Liquigas-Cannondale | Italië              |
| MOV      | Team Movistar       | Spanje              |
| OLO      | Omega Pharma-Lotto  | België              |
| AST      | Pro Team Astana     | Kazachstan          |
| QST      | Quick·Step          | België              |
| RAB      | Rabobank            | Nederland           |
| SBS      | Saxo Bank-Sungard   | Denemarken          |
| SKY      | Sky ProCycling      | Verenigd Koninkrijk |
| GRM      | Garmin-Cervélo      | Verenigde Staten    |
| RSH      | Team RadioShack     | Verenigde Staten    |
| VCD      | Vacansoleil-DCM     | Nederland           |

## Professionele continentale wielerploeg
| UCI-code | Ploegnaam                           | Land                | UCI-Tour         |
| -------- | ----------------------------------- | ------------------- | ---------------- |
| LAN      | Landbouwkrediet                     | België              | UCI Europe Tour  |
| TSV      | Topsport Vlaanderen-Mercator        | België              | UCI Europe Tour  |
| VWA      | Verandas Willems-Accent             | België              | UCI Europe Tour  |
| CSM      | Team SpiderTech-C10                 | Canada              | UCI America Tour |
| CEP      | Colombia es Pasión-Café de Colombia | Colombia            | UCI America Tour |
| ACG      | Andalucía-Caja Granada              | Spanje              | UCI Europe Tour  |
| CJR      | Caja Rural                          | Spanje              | UCI Europe Tour  |
| GEO      | Geox-TMC                            | Spanje              | UCI Europe Tour  |
| BSC      | Bretagne-Schuller                   | Frankrijk           | UCI Europe Tour  |
| COF      | Cofidis, le crédit en ligne         | Frankrijk           | UCI Europe Tour  |
| FDJ      | Française des Jeux                  | Frankrijk           | UCI Europe Tour  |
| SAU      | Saur-Sojasun                        | Frankrijk           | UCI Europe Tour  |
| EUC      | Team Europcar                       | Frankrijk           | UCI Europe Tour  |
| FAR      | Farnese Vini-Neri Sottoli           | Verenigd Koninkrijk | UCI Europe Tour  |
| APP      | Team NetApp                         | Duitsland           | UCI Europe Tour  |
| COG      | Colnago-CSF Inox                    | Ierland             | UCI Europe Tour  |
| DER      | De Rosa-Ceramica Flaminia           | Ierland             | UCI Europe Tour  |
| ASA      | Acqua & Sapone                      | Italië              | UCI Europe Tour  |
| AND      | Androni Giocattoli                  | Italië              | UCI Europe Tour  |
| SKS      | Skil-Shimano                        | Nederland           | UCI Europe Tour  |
| CCC      | CCC Polsat Polkowice                | Polen               | UCI Europe Tour  |
| TT1      | Team Type 1                         | Verenigde Staten    | UCI America Tour |
| UHC      | Unitedhealthcare Pro Cycling        | Verenigde Staten    | UCI America Tour |

## Continentale wielerploeg
| UCI-code | Ploegnaam                              | Land                | UCI-Tour         |
| -------- | -------------------------------------- | ------------------- | ---------------- |
| DPC      | Drapac-Porsche Cycling                 | Australië           | UCI Oceania Tour |
| GEN      | Genesys Wealth Advisers                | Australië           | UCI Oceania Tour |
| BFL      | Team Budget Forklifts                  | Australië           | UCI Oceania Tour |
| JAI      | Team Jayco-AIS                         | Australië           | UCI Oceania Tour |
| VAU      | Fly V Australia                        | Australië           | UCI Oceania Tour |
| KTM      | Arbö KTM-Gebrüder Weiss                | Oostenrijk          | UCI Europe Tour  |
| RAD      | Arbö Gourmetfein Wels                  | Oostenrijk          | UCI Europe Tour  |
| VBG      | Team Vorarlberg                        | Oostenrijk          | UCI Europe Tour  |
| TYR      | Tyrol Team                             | Oostenrijk          | UCI Europe Tour  |
| URT      | UNION Raiffeisen Radteam Tirol         | Oostenrijk          | UCI Europe Tour  |
| WSA      | WSA-Viperbike Kärnten                  | Oostenrijk          | UCI Europe Tour  |
| SKT      | An Post-Sean Kelly                     | België              | UCI Europe Tour  |
| BKP      | BKCP-Powerplus                         | België              | UCI Europe Tour  |
| CMD      | Colba-Mercury                          | België              | UCI Europe Tour  |
| QCT      | Donckers Koffie-Jelly Belly            | België              | UCI Europe Tour  |
| JVB      | Jong Vlaanderen-Bauknecht              | België              | UCI Europe Tour  |
| PCW      | Lotto-Bodysol Pole Continental Wallon  | België              | UCI Europe Tour  |
| SUN      | Sunweb-Revor                           | België              | UCI Europe Tour  |
| FID      | Telenet-Fidea                          | België              | UCI Europe Tour  |
| WBC      | Wallonie Bruxelles-Crédit Agricole     | België              | UCI Europe Tour  |
| DAT      | Clube Dataro de Ciclismo-Foz Do Iguacu | Brazilië            | UCI America Tour |
| FUN      | Funvic-Pindamonhangaba                 | Brazilië            | UCI America Tour |
| JLC      | Cina Jilun Cycling Team                | China               | UCI Asia Tour    |
| GAM      | Gammax                                 | China               | UCI Asia Tour    |
| HEN      | Hengxiang Cycling Team                 | China               | UCI Asia Tour    |
| HBR      | Holy Brother                           | China               | UCI Asia Tour    |
| MPC      | Marco Polo Cycling Team                | China               | UCI Asia Tour    |
| MSS      | Max Success Sports                     | China               | UCI Asia Tour    |
| TYD      | Qinghai Tianyoude Cycling Team         | China               | UCI Asia Tour    |
| EPM      | EPM-UNE                                | Colombia            | UCI America Tour |
| GOB      | Gobernacion de Antiquia                | Colombia            | UCI America Tour |
| MOT      | Movistar Team Colombia                 | Colombia            | UCI America Tour |
| LOB      | Loborika Favorit Team                  | Kroatië             | UCI Europe Tour  |
| MKT      | Meridiana Kamen Team                   | Kroatië             | UCI Europe Tour  |
| ASP      | AC Sparta Praag                        | Tsjechië            | UCI Europe Tour  |
| ADP      | ASC Dukla Praag                        | Tsjechië            | UCI Europe Tour  |
| PSK      | PSK Whirlpool-Author                   | Tsjechië            | UCI Europe Tour  |
| GLU      | Glud&Marstrand-LRØ Rådgivning          | Denemarken          | UCI Europe Tour  |
| TST      | Christina Watches-Onfone               | Denemarken          | UCI Europe Tour  |
| VPC      | Team Concordia Forsikring-Himmerland   | Denemarken          | UCI Europe Tour  |
| TEF      | Energi Fyn                             | Denemarken          | UCI Europe Tour  |
| VMC      | Burgos 2016-Castilla y León            | Spanje              | UCI Europe Tour  |
| ORB      | Orbea                                  | Spanje              | UCI Europe Tour  |
| AUB      | BigMat-Auber 93                        | Frankrijk           | UCI Europe Tour  |
| RLM      | Roubaix Lille Métropôle                | Frankrijk           | UCI Europe Tour  |
| EDR      | Endura Racing                          | Verenigd Koninkrijk | UCI Europe Tour  |
| MPT      | Motorpoint-Marshalls Pasta             | Verenigd Koninkrijk | UCI Europe Tour  |
| RCS      | Rapha Condor-Sharp                     | Verenigd Koninkrijk | UCI Europe Tour  |
| SGS      | Sigmasport Specialized                 | Verenigd Koninkrijk | UCI Europe Tour  |
| RAL      | Team Raleigh                           | Verenigd Koninkrijk | UCI Europe Tour  |
| LKT      | LKT Team Brandenburg                   | Duitsland           | UCI Europe Tour  |
| TSP      | Team Nutrixxion Sparkasse              | Duitsland           | UCI Europe Tour  |
| TSS      | Seven Stones                           | Duitsland           | UCI Europe Tour  |
| TRS      | Team Eddy Merckx-Indeland              | Duitsland           | UCI Europe Tour  |
| THF      | Heizomat                               | Duitsland           | UCI Europe Tour  |
| NSP      | Team NSP                               | Duitsland           | UCI Europe Tour  |
| TET      | Thüringer Energie Team                 | Duitsland           | UCI Europe Tour  |
| TTR      | TT Raiko Argon 18                      | Duitsland           | UCI Europe Tour  |
| TKT      | KTM-Murcia                             | Griekenland         | UCI Europe Tour  |
| SPT      | SP Tableware                           | Griekenland         | UCI Europe Tour  |
| WOB      | Team WorldOfBike.gr                    | Griekenland         | UCI Europe Tour  |
| CHA      | Champion System                        | Hongkong            | UCI Asia Tour    |
| OHT      | ORA Hotels Carrera                     | Hongarije           | UCI Europe Tour  |
| IUA      | Azad University Team                   | Iran                | UCI Asia Tour    |
| SUR      | Suren Cycling Team                     | Iran                | UCI Asia Tour    |
| TPT      | Tabriz Petrochemical Cycling Team      | Iran                | UCI Asia Tour    |
| VAK      | Vali ASR Kerman Team                   | Iran                | UCI Asia Tour    |
| DAN      | D'Angelo & Antenucci-Nippo             | Italië              | UCI Europe Tour  |
| DSL      | DSL                                    | Italië              | UCI Europe Tour  |
| MIE      | Miche-Guerciotti                       | Italië              | UCI Europe Tour  |
| AIS      | Aisan Racing Team                      | Japan               | UCI Asia Tour    |
| BGT      | Bridgestone Anchor                     | Japan               | UCI Asia Tour    |
| MTR      | Matrix Powertag                        | Japan               | UCI Asia Tour    |
| SMN      | Shimano Racing                         | Japan               | UCI Asia Tour    |
| BLZ      | Utsunomiya Blitzen                     | Japan               | UCI Asia Tour    |
| GGA      | Geumsan Ginseng Asia                   | Zuid-Korea          | UCI Asia Tour    |
| KSP      | KSPO                                   | Zuid-Korea          | UCI Asia Tour    |
| SCT      | Seoul Cycling                          | Zuid-Korea          | UCI Asia Tour    |
| ALB      | Alpha Baltic-UnityMarathons.com        | Letland             | UCI Europe Tour  |
| LPM      | Velo-Club La Pomme Marseille           | Letland             | UCI Europe Tour  |
| CCD      | Continental Team Differdange           | Luxemburg           | UCI Europe Tour  |
| L2A      | LeTua Cycling Team                     | Maleisië            | UCI Asia Tour    |
| TSG      | Terengganu Cycling Team                | Maleisië            | UCI Asia Tour    |
| RIJ      | Cyclingteam De Rijke                   | Nederland           | UCI Europe Tour  |
| CJP      | Cyclingteam Jo Piels                   | Nederland           | UCI Europe Tour  |
| RB3      | Rabobank Continental Team              | Nederland           | UCI Europe Tour  |
| TJM      | Joker Merida                           | Noorwegen           | UCI Europe Tour  |
| PBC      | Plussbank Cervélo                      | Noorwegen           | UCI Europe Tour  |
| KRA      | Ringeriks-Kraft                        | Noorwegen           | UCI Europe Tour  |
| SPV      | Sparebanken Vest-Ridley                | Noorwegen           | UCI Europe Tour  |
| PBR      | Pureblach Racing                       | Nieuw-Zeeland       | UCI Oceania Tour |
| SUB      | Subway Cycling Team                    | Nieuw-Zeeland       | UCI Oceania Tour |
| DHL      | Bank BGZ                               | Polen               | UCI Europe Tour  |
| LEG      | Legia-Felt                             | Polen               | UCI Europe Tour  |
| BSP      | Barbot-Efapel                          | Portugal            | UCI Europe Tour  |
| LAR      | LA-Antarte                             | Portugal            | UCI Europe Tour  |
| BOA      | Onda                                   | Portugal            | UCI Europe Tour  |
| PRT      | Tavira-Prio                            | Portugal            | UCI Europe Tour  |
| TCT      | Tusnad Cycling Team                    | Roemenië            | UCI Europe Tour  |
| MTN      | MTN Qhubeka                            | Zuid-Afrika         | UCI Africa Tour  |
| BNT      | Team Bonitas                           | Zuid-Afrika         | UCI Africa Tour  |
| TIK      | Itera-Katjoesja                        | Rusland             | UCI Europe Tour  |
| ADR      | Adria Mobil                            | Slovenië            | UCI Europe Tour  |
| PER      | Perutnina Ptuj                         | Slovenië            | UCI Europe Tour  |
| RAR      | Zheroquadro Radenska                   | Slovenië            | UCI Europe Tour  |
| SAK      | Sava                                   | Slovenië            | UCI Europe Tour  |
| ZAN      | Partizan Powermove                     | Servië              | UCI Europe Tour  |
| ARH      | Atlas Personal-BMC                     | Zwitserland         | UCI Europe Tour  |
| PYB      | Price Your Bike                        | Zwitserland         | UCI Europe Tour  |
| DUK      | Dukla Trencin Merida                   | Slowakije           | UCI Europe Tour  |
| CYK      | Team Cykelcity                         | Zweden              | UCI Europe Tour  |
| ACT      | Action Cycling Team                    | Taiwan              | UCI Asia Tour    |
| FCT      | Fuji-Cyclingtime.com                   | Taiwan              | UCI Asia Tour    |
| GKT      | Giant Asia Racing Team                 | Taiwan              | UCI Asia Tour    |
| KTS      | Konya Torku Seker Spor-Vivelo          | Turkije             | UCI Europe Tour  |
| MNS      | Manisaspor Cycling Team                | Turkije             | UCI Europe Tour  |
| AMO      | Amore & Vita                           | Oekraïne            | UCI Europe Tour  |
| ISD      | ISD-Lampre Continental                 | Oekraïne            | UCI Europe Tour  |
| KLS      | Kolls Cycling Team                     | Oekraïne            | UCI Europe Tour  |
| BPC      | Bissell Pro Cycling                    | Verenigde Staten    | UCI America Tour |
| CDT      | Chipotle Development Team              | Verenigde Staten    | UCI America Tour |
| JSH      | Jamis-Sutter Home                      | Verenigde Staten    | UCI America Tour |
| JBC      | Jelly Belly-Kenda                      | Verenigde Staten    | UCI America Tour |
| KBS      | Kelly Benefit Strategies               | Verenigde Staten    | UCI America Tour |
| KPC      | Kenda presented by Gear Grinder        | Verenigde Staten    | UCI America Tour |
| RCC      | Realcyclist.com Cycling Team           | Verenigde Staten    | UCI America Tour |
| XRG      | Team Energy                            | Verenigde Staten    | UCI America Tour |
| TLS      | Trek Livestrong U23                    | Verenigde Staten    | UCI America Tour |
| WPC      | Wonderful Pistachios Cycling           | Verenigde Staten    | UCI America Tour |